# Kasa no Kanamura
 Kasa no Kanamura (japanisch 笠 金村; aktiv ab etwa 715 bis 733) war ein japanischer Hofadeliger und Poet der frühen Nara-Zeit.

## Leben und Wirken
Kasa no Kanamura war er ein untergeordneter Beamter am kaiserlichen Hof. Über sein Leben ist nichts bekannt, außer dass er zwischen 715 und 733 Gedichte verfasste, die in der Gedichtsammlung „Man’yōshū“ enthalten sind. Es gibt 11 Langgedichte (Chōka) und 34 Kurzgedichte (Tanka), weiter Werke, die in der „Gedichtsammlung von Kasa no Ason Kanamura“ (笠朝臣金村歌集に出づ) aufgeführt sind. Davon sind eine Hälfte Gedichte, die bei den kaiserlichen Besuchen  (行幸, Gyōkō) von Kaiserin Genshō und Kaiser Shōmu entstanden sind.
Kuramamochi no Sennen (車持 千年) und Yamabe Akahito, die beide ebenfalls am kaiserlichen Hof aktiv waren, scheinen früher Beiträge geliefert zu haben, oder waren vielleicht wichtiger. Die Elegie für den kaiserlichen Prinzen Shiki (施基(志貴)親王, Shiki Shinnō) im Jahr 715 (manche sagen 716) hat eine dramatische Struktur mit Dialogen und einen einzigartigen Stil. Aber die Gedichtsammlung „Gyōkō jūgaka“ (行幸従駕歌) ist im Allgemeinen flach und weniger originell.
Die höfische Poesie Kasas, stark von Kakinomoto no Hitomaro (660–720) beeinflusst, spiegelt einfühlsam die hedonistischen Einstellungen und Vorlieben der allgemeinen Höflinge der Zeit wider. Insgesamt kann er als Dichter eingeordnet werden, der im „Man’yōshū“ vor allem höfische Eleganz verkörperte.